# Koczała
Koczała (kaschubisch Kòczała; deutsch Flötenstein) ist ein Dorf mit Sitz der gleichnamigen Landgemeinde in der polnischen Woiwodschaft Pommern. Es gehört zum Powiat Człuchowski.

## Geographische Lage
Das Dorf liegt in der Landschaft Westpreußen an der Grenze zu Hinterpommern, etwa 15 Kilometer südöstlich von Rummelsburg (Miastko).

## Geschichte

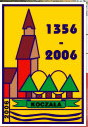
Logo zur 700-Jahrfeier

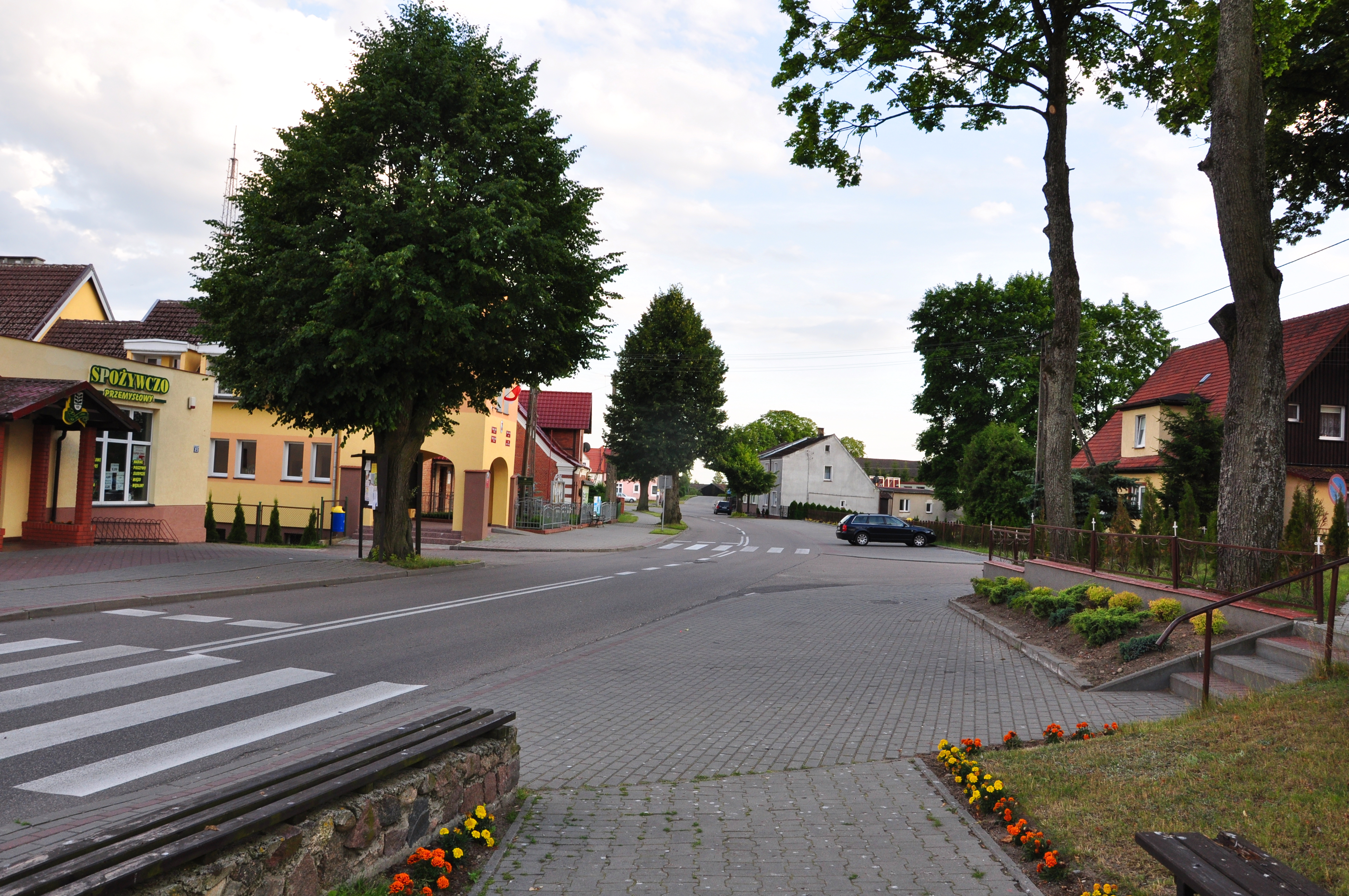
Dorfzentrum

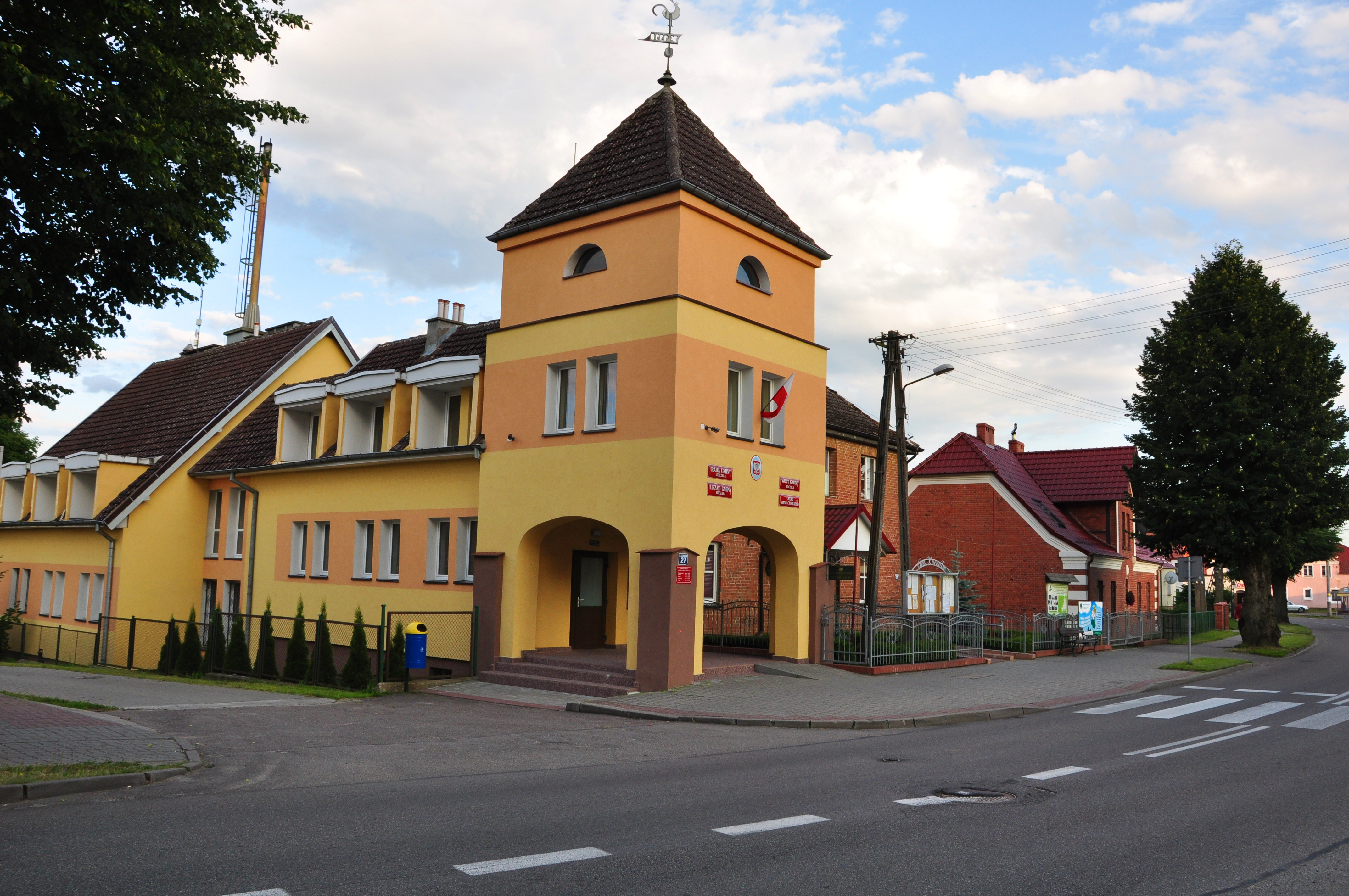
Rathaus

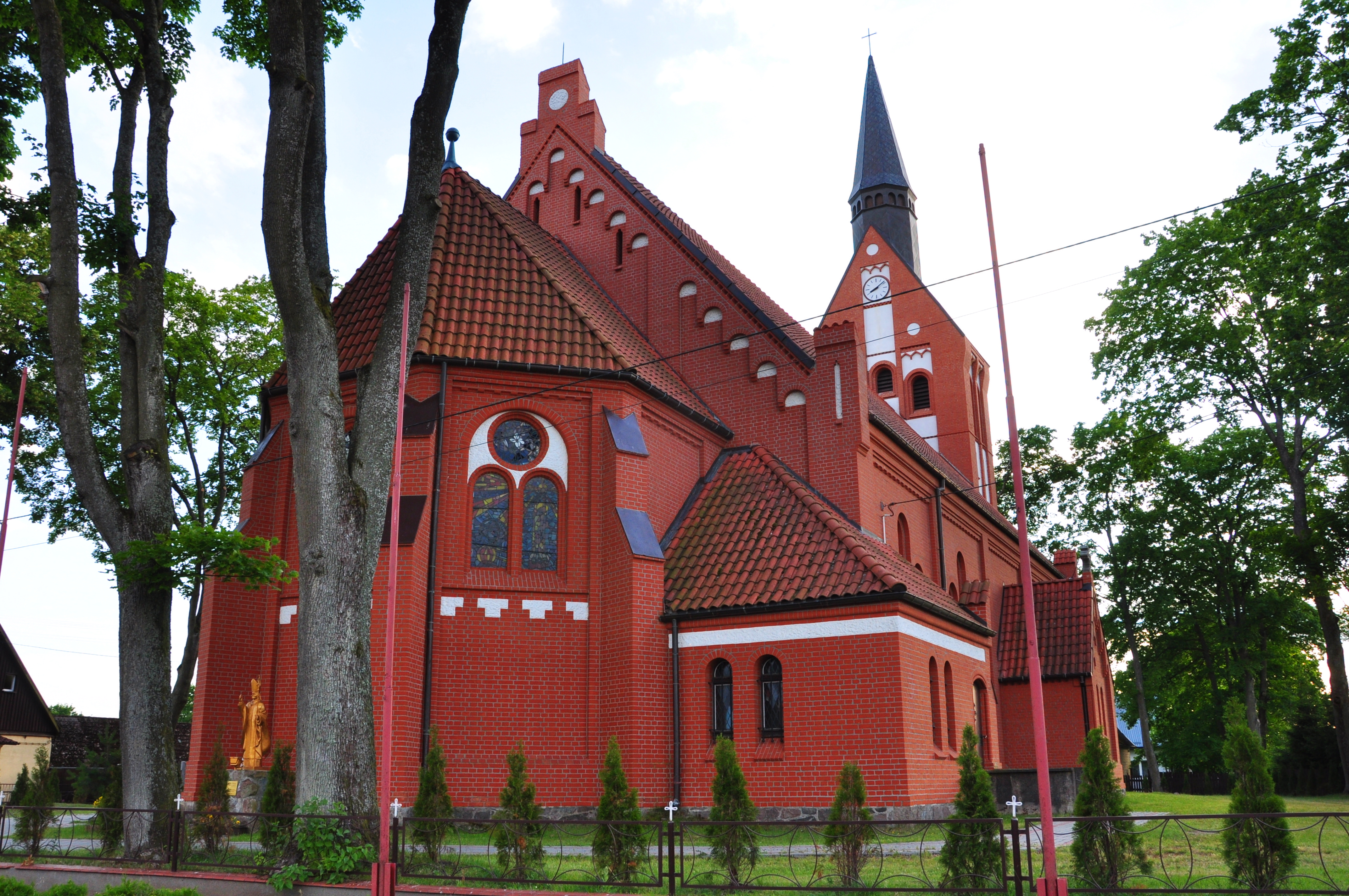
Dorfkirche

Das Gebiet um Flötenstein war schon in frühgeschichtlicher Zeit besiedelt. 1356 verlieh Alexander Stange mit Einwilligung des Komturs in Schlochau (heute polnisch: Człuchów) seinem Schulzen Hermann 60 Hufen, die nach kulmischem Recht mit Bauern zu besetzen waren.
Beim Hussiteneinfall 1433 wurde Flötenstein verwüstet.
Im Jahre 1456 verpfändete der Deutsche Orden Flötenstein an die pommerschen Adligen Anton von der Osten und Cordt Glasenapp.
Der schwedisch-polnische Krieg (1656–1660) hat auch Flötenstein heimgesucht.
Zur Gemeinde Flötenstein gehörten vor 1945 sieben Wohnplätze: Am Diemensee, Flötenstein Bahnhof, Grenzort (heute polnisch: Działek), Kreschenbruch (Podlesie), Pothaken (Potoki) und Steinforth Forsthaus.
Vor 1945 gehörte die Gemeinde Flötenstein zum Landkreis Schlochau, zwischen 1919 und 1939 zur Provinz Grenzmark Posen-Westpreußen, dann zum Regierungsbezirk Grenzmark Posen-Westpreußen in der preußischen Provinz Pommern. 1939 waren hier 1843 Einwohner registriert. Der Volksmund nannte Flötenstein gerne „Krähenwinkel“, weil hier unzählige Krähen ihre zahlreichen Nistplätze hatten und zu jeder Zeit anzutreffen waren.
Gegen Ende des Zweiten Weltkriegs besetzte im Frühjahr 1945 die Rote Armee die Region. Bald darauf wurde der Kreis Schlochau mit Flötenstein zusammen mit Westpreußen und Hinterpommern  – militärische Sperrgebiete überall ausgenommen – seitens der sowjetischen Besatzungsmacht der Volksrepublik Polen zur Verwaltung unterstellt. In der darauf folgenden Zeit wurde die einheimische Bevölkerung von der polnischen Administration aus dem Kreisgebiet vertrieben.
Nach 1945 kam der Ort unter der Bezeichnung Koczała zu polnischen Woiwodschaft Pommern (bis 1998 Woiwodschaft Stolp) und wurde Sitz der Gmina Koczała im Powiat Człuchowski.

### Demographie
| Jahr | Einwohner | Anmerkungen                                            |
| ---- | --------- | ------------------------------------------------------ |
| 1786 | –         | königl. Dorf, mit 52 Feuerstellen (Haushaltungen)      |
| 1864 | 1531      | davon 299 Evangelische und 1227 Katholiken             |
| 1910 | 2006      | am 1. Dezember                                         |
| 1925 | 1822      | davon 362 Evangelische, 1440 Katholiken und drei Juden |
| 1933 | 1907      | [ 6 ]                                                  |
| 1939 | 1843      | [ 6 ]                                                  |

### Kirche

#### Katholische Kirche
Die katholische Pfarrkirche St. Maria Magdalena wurde nach dem Brand der alten Kirche von 1695 aufgrund Blitzschlags am 19. Mai 1891 in den Jahren 1901 bis 1902 als Massivbau in neuromanisch-gotischen Stil erbaut. Ihre Weihe erhielt sie am 27. November 1902. In polnischer Zeit erhielt sie den Namen Kościół pw. Nawodzenia NMP.
Flötenstein war Sitz einer katholischen Pfarrei. Etwa 79 % der Bevölkerung gehörten vor 1945 zur katholischen Konfession. Nach 1945 stieg die Zahl der Katholiken noch an. Der Ort ist nun in das Dekanat Miastko (Rummelsburg) im Bistum Köslin-Kolberg der Katholischen Kirche in Polen integriert. Die Orte Starzno (Starsen) und Bielsko (Bölzig) sind Filialgemeinden.

#### Evangelische Kirche
Die evangelische Pfarrkirche wurde im Jahre 1909 auf dem sogenannten Babylon-Hügel mit Unterstützung des Diasporaverbandes Gustav-Adolf-Werk erbaut. Das Kirchspiel Flötenstein gehörte vor 1945 zum Kirchenkreis Schlochau in der Kirchenprovinz Westpreußen der evangelischen Kirche der Altpreußischen Union. Seit 1945 leben in Koczała nur noch sehr vereinzelt evangelische Kirchenglieder. Sie gehören jetzt zum Kirchspiel Koszalin (Köslin) in der Diözese Pommern-Großpolen der Evangelisch-Augsburgischen Kirche in Polen. Nächster Gottesdienstort ist Wołcza Wielka (Groß Volz).
In Flötenstein amtierten bis 1945 als evangelische Geistliche: Hermann August Johannes Schmökel (1899–1900), Johann Otto Grabowski (1901–1903), Maximilian Albert Mayer (1903–1924), Friedrich Kübler (1924–1928), Otto Düwel (1929–1936) und Carl Heinz Heymann (1936–1945).

## Gmina Koczała
Die Landgemeinde Koczała umfasst eine Fläche von 222,41 km², was 14,13 % der Gesamtfläche des Powiat Człuchowski entspricht. 67 % der Gemeindefläche sind Wald- und Forstgebiete. In der Gmina sind 3505 Einwohner registriert, von denen 2111 im zentralen Ort Koczała leben.

## Verkehr
Die Ortschaft liegt verkehrsmäßig sehr abgelegen und ist schwer zugänglich. Die nächste Stadt ist Miastko (Rummelsburg), die  über unausgebaute Nebenstraßen und Landwege erreichbar ist. 
Das Dorf ist über eine Nebenstraße zu erreichen, die bei Piaszczyna (Reinwasser) an der Landesstraße 20 (Stargard (Stargard in Pommern) – Gdynia (Gdingen)) abzweigt und über Pietrzykowo (Groß Peterkau) und Bielsko (Bölzig) nach Przechlewo (Prechlau) führt. Ein direkter Bahnanschluss besteht nicht.
Eine Bahnanbindung gibt es seit 1992 nicht mehr. Damals wurde die 1902 erbaute Bahnstrecke Człuchów–Słosinko von Człuchów (Schlochau) über Przechlewo (Prechlau) bis Słosinko (Reinfeld) mit Weiterfahrt bis Miastko stillgelegt.